# Liste der costa-ricanischen Botschafter in den Vereinigten Staaten

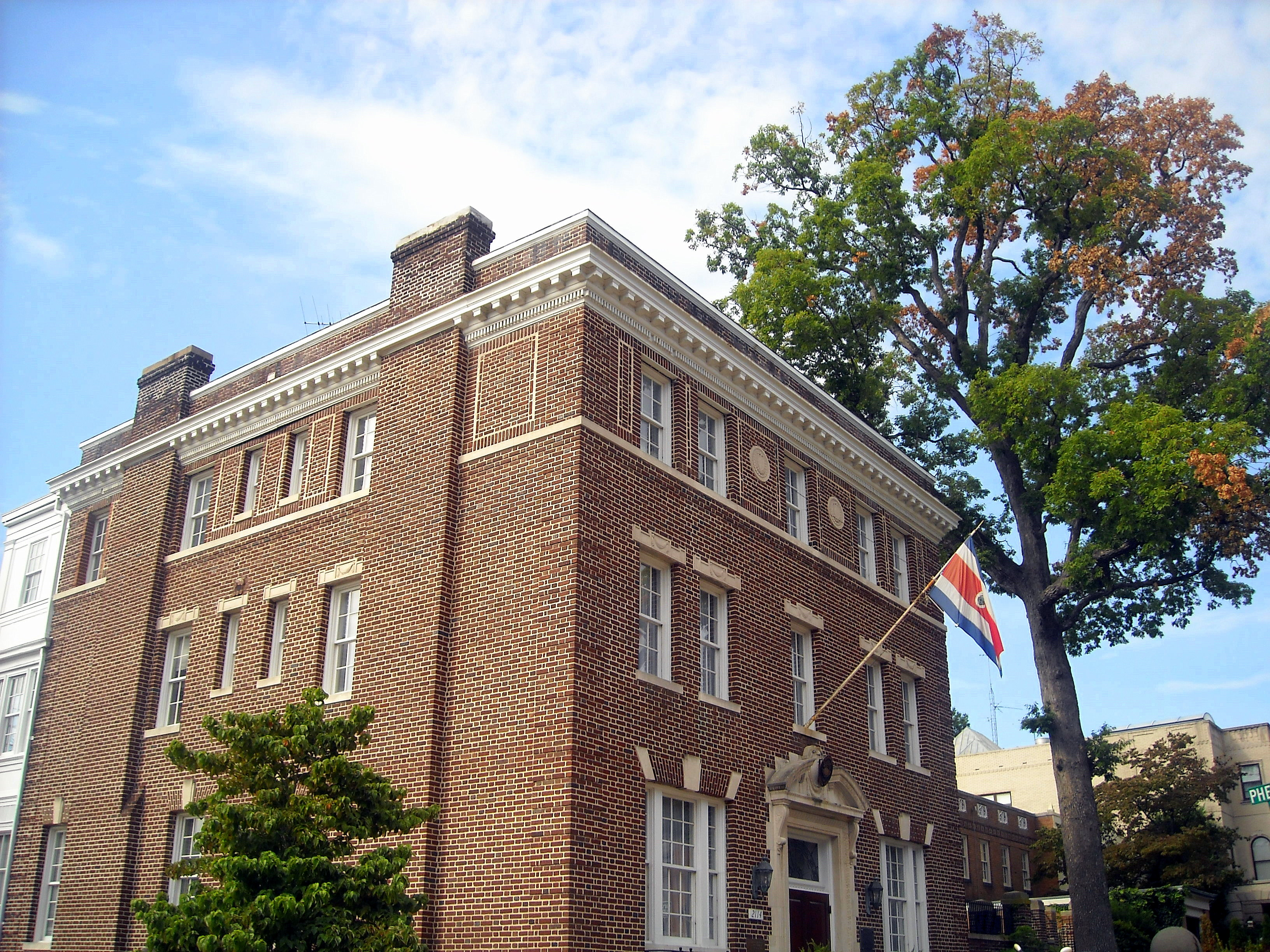
Die costa-ricanische Botschaft befindet sich in der 2114 S Street NW, Washington, D.C.

| Agrément / Ernennung | Akkreditierung (Diplomatie) | Botschafter                             | Bemerkungen | ernannt von                                    | akkreditiert während der Regierung von | Posten verlassen |
| -------------------- | --------------------------- | --------------------------------------- | --- | ---------------------------------------------- | -------------------------------------- | ---------------- |
| 1851                 |                             | Felipe Francisco Molina y Bedoya        | | Juan Rafael Mora Porras                        | Millard Fillmore                       |                  |
| 1855                 |                             | Luis Molina Bedoya                      | | Juan Rafael Mora Porras                        | Franklin Pierce                        |                  |
| 24. Apr. 1893        |                             | Manuel María de Peralta y Alfaro        | | José Joaquín Rodríguez Zeledón                 | Grover Cleveland                       |                  |
| Dez. 1895            |                             | Joaquín Bernardo Calvo Rosales          | Geschäftsträger | Rafael Yglesias Castro                         | Grover Cleveland                       |                  |
| 1. Juni 1896         |                             | Joaquín Bernardo Calvo Rosales          | Minister | Rafael Yglesias Castro                         | Grover Cleveland                       |                  |
| 5. Jan. 1899         |                             | Joaquín Bernardo Calvo Rosales          | | Rafael Yglesias Castro                         | William McKinley                       |                  |
| 3. Aug. 1914         |                             | Roberto Brenes Mesén                    | | Alfredo González Flores                        | Woodrow Wilson                         |                  |
| 31. Aug. 1915        |                             | Manuel Castro Quesada                   | | Alfredo González Flores                        | Woodrow Wilson                         |                  |
| Sep. 1918            |                             | Absent                                  | | Federico Alberto Tinoco Granados               | Woodrow Wilson                         |                  |
| 29. Nov. 1920        |                             | Octavio Béeche Argüello                 | | Julio Acosta García                            | Woodrow Wilson                         |                  |
| 27. Dez. 1922        |                             | J. Rafael Oreamuno                      | (* 1891 in Cartago, Costa Rica, en) | Julio Acosta García                            | Warren G. Harding                      |                  |
| 8. Juni 1928         |                             | Guillermo E. Gonzalez                   | Geschäftsträger | Cleto González Víquez                          | Calvin Coolidge                        |                  |
| 1. Sep. 1928         |                             | Fernando E. Piza                        | Geschäftsträger | Cleto González Víquez                          | Calvin Coolidge                        |                  |
| 2. Okt. 1928         |                             | Manuel Castro Quesada                   | | Cleto González Víquez                          | Calvin Coolidge                        |                  |
| 6. Juni 1931         |                             | Guillermo E. Gonzalez                   | Geschäftsträger | Cleto González Víquez                          | Herbert C. Hoover                      |                  |
| 20. Mai 1932         |                             | Manuel González Zeledón                 | Geschäftsträger | Ricardo Jiménez Oreamuno                       | Herbert C. Hoover                      |                  |
| 25. Mai 1934         |                             | Manuel González Zeledón                 | Minister Resident | Ricardo Jiménez Oreamuno                       | Franklin D. Roosevelt                  | Juni 1936        |
| 10. Aug. 1936        |                             | Ricardo Castro Beeche                   | | León Cortés Castro                             | Franklin D. Roosevelt                  |                  |
| 11. Juni 1940        | 17. Juni 1940               | Luis Fernández Rodríguez                | außerordentlicher Gesandter und Ministre plénipotentiaire | Rafael Ángel Calderón Guardia                  | Franklin D. Roosevelt                  |                  |
| 6. Mai 1943          |                             | Gesandtschaft zur Botschaft aufgewertet | | Rafael Ángel Calderón Guardia                  | Franklin D. Roosevelt                  |                  |
| 28. Apr. 1943        | 6. Mai 1943                 | Manuel Escalante Duran                  | | Rafael Ángel Calderón Guardia                  | Franklin D. Roosevelt                  |                  |
| 29. Mai 1944         | 15. Juni 1944               | Francisco de Paula Gutiérrez Ross       | [ 1 ] | Teodoro Picado Michalski                       | Franklin D. Roosevelt                  |                  |
| 11. Mai 1948         | 26. Mai 1948                | Mario Esqulivel                         | | José Figueres Ferrer                           | Harry S. Truman                        |                  |
| 28. Feb. 1950        | 10. März 1950               | Mario Echandi Jimenez                   | | Luis Rafael de la Trinidad Otilio Ulate Blanco | Harry S. Truman                        |                  |
| 9. Nov. 1950         | 21. Nov. 1950               | José Rafael Oreamuno Flores             | Sohn von Ramona Carazo y Alvarado und Félix Oreamuno y Jiménez, trat am 1. Dezember 1953 von seinem Amt als Botschafter zurück.                                                                                       | Luis Rafael de la Trinidad Otilio Ulate Blanco | Harry S. Truman                        | 1. Dez. 1953     |
| 2. Dez. 1953         |                             | Jorge Hazera                            | Geschäftsträger | José Figueres Ferrer                           | Dwight D. Eisenhower                   |                  |
| 26. Jan. 1954        | 9. Feb. 1954                | Antonio Aniceto Facio                   | (* 12. September 1889 in Cartago) Sohn von Natalia Ulloa und Justo A. Facio, Chirurg ed. Liceo de Costa Rica; M.D., Univ. of Pennsylvania, U.S. A.                                                                    | José Figueres Ferrer                           | Dwight D. Eisenhower                   |                  |
| 18. Mai 1955         | 2. Juni 1955                | Fernando Fournier                       | | José Figueres Ferrer                           | Dwight D. Eisenhower                   |                  |
| 17. Aug. 1956        | 30. Aug. 1956               | Gonzalo J. Facio                        | | José Figueres Ferrer                           | Dwight D. Eisenhower                   |                  |
| 19. Juni 1958        | 16. Juli 1958               | Manuel G. Escalante Duran               | | Mario Echandi Jiménez                          | Dwight D. Eisenhower                   |                  |
| 5. Dez. 1961         |                             | José Rafael Oreamuno Flores             | | Mario Echandi Jiménez                          | John F. Kennedy                        |                  |
| 11. Juni 1962        | 6. Juli 1962                | Gonzalo Facio Segreda                   | | Francisco José Orlich Bolmarcich               | John F. Kennedy                        |                  |
| 17. Juni 1966        | 28. Juni 1966               | Fernando Ortuño Sobrado                 | [ 3 ] | José Joaquín Trejos Fernández                  | Lyndon B. Johnson                      |                  |
| 1. Aug. 1968         | 22. Aug. 1968               | Luis Demetrio Tinoco Castro             | (* 26. September 1905 in Cartago (Costa Rica)25. März 1986 in en San José(Costa Rica)) | José Joaquín Trejos Fernández                  | Lyndon B. Johnson                      |                  |
| 7. Juli 1970         | 21. Juli 1970               | Rafael Alberto Zúñiga                   | | José Figueres Ferrer                           | Richard Nixon                          |                  |
| 26. März 1973        | 9. Apr. 1973                | Marco Antonio López Agüero              | | José Figueres Ferrer                           | Richard Nixon                          |                  |
| 19. Juli 1974        | 19. Aug. 1974               | Rodolfo Silva Vargas                    | | Daniel Oduber Quirós                           | Gerald Ford                            |                  |
| 31. Mai 1978         | 5. Juni 1978                | Jose Rafael Echeverria                  | | Rodrigo Carazo Odio                            | Jimmy Carter                           |                  |
| 9. Juni 1982         | 29. Juli 1982               | Fernando Soto Harrison                  | (* 24. Oktober 1916 in Alajuela,)Sohn von Rita Harrison und Fernando Soto Ouardia | Luis Alberto Monge Álvarez                     | Ronald Reagan                          |                  |
| 16. Apr. 1984        | 18. Juni 1984               | Claudio Antonio Volio Guardia           | (* 20. März 1918 in Cartago, Costa Rica) Sohn von Zoila Guardia Tinoco und Juan de Dios Pio Arturo Volio Jiménez, 1949-1953 Landwirtschaftsminister                                                                   | Luis Alberto Monge Álvarez                     | Ronald Reagan                          |                  |
| 6. Aug. 1985         | 17. Sep. 1985               | Federico Vargas Peralta                 | (* 21. November 1933) Sohn von Lía Cristina Peralta Escalante und Gonzalo Mario Vargas Rivera, 16. August 1977 – 8. Mai 1878 Finanzminister, 8. Mai 1982 – 19. April 1984: Finanzminister                             | Luis Alberto Monge Álvarez                     | Ronald Reagan                          |                  |
| 18. Dez. 1986        | 10. Feb. 1987               | Guido Fernández Saborío                 | (* 24. Januar 1933 in San José (Costa Rica) 14. Juni 1997 in Guachipelín de Escazú) | Óscar Arias Sánchez                            | Ronald Reagan                          |                  |
| 22. Apr. 1988        | 5. Juli 1988                | Danilo Jiménez Veiga                    | (* 18. Februar 1921) Sohn von Rosa Veiga Pinto und Aristides Jiménez Tinoco heiratete am 9. Mai März 1951 Virginia ROQUEBERT RAMÍREZ                                                                                  | Óscar Arias Sánchez                            | Ronald Reagan                          |                  |
| 22. Juli 1990        | 7. Aug. 1990                | Gonzalo J. Facio Segreda                | (* 28. März 1918 in San José, Costa Rica) Sohn von María Teresa Segreda und Gonzalo J. Facio verheiratet mit Ana Franco Calzia de Facio verheiratet Kinder: Ana Catalina Facio de Marshall, Giannina Facio de Fahrner | Rafael Ángel Calderón Fournier                 | George H. W. Bush                      |                  |
| 11. Aug. 1994        |                             | Sonia Picado Sotela                     | (* 20. Dezember 1936 in San José (Costa Rica)) | José María Figueres Olsen                      | Bill Clinton                           |                  |
| 19. Mai 1998         | 27. Mai 1998                | Jaime Daremblum Rosenstein              | (* 11. Oktober 1940) | Miguel Angel Rodríguez Echeverría              | Bill Clinton                           |                  |
| 14. Mai 2009         | 20. Mai 2009                | Luis Diego Escalante Vargas             | [ 8 ] | Óscar Arias Sánchez                            | Barack Obama                           |                  |
| 7. Sep. 2010         | 14. Mai 2011                | Meta Shanon Figueres Boggs              | | Laura Chinchilla Miranda                       | Barack Obama                           |                  |